# Erbil SC
Erbil Sport Club ( árabe : نادي أربيل الرياضي , curdo : یانەی وەرزشیی هەولێر ) é um clube desportivo com sede na cidade de Erbil, no Curdistão iraquiano.
Joga atualmente na Iraqi Super League, divisão de elite do futebol iraquiano. O clube também é conhecido como Yaney Hewlêr, o nome curdo de Erbil.

## História
Foi fundado em  1958 com o nome de Brusk SC, tendo o alterado em 1968. O time possui 4 títulos nacionais, sendo o primeiro conquistado em 2007.
Em 16 de Julho de 2009, Erbil tornou-se o campeão da Super Liga do Iraque pelo terceiro ano consecutivo, depois de derrotar o Najaf FC. Eles também ganharam o campeonato em 2012 com apenas uma derrota.
O time foi a primeira equipe do Curdistão na história a classificar-se para a Liga dos Campeões da AFC. Em 2012 e 2014, também chegou às finais da Copa da AFC, perdendo em ambas as ocasiões.

## Títulos
Iraque Premier League: 4 (2007, 2008, 2009 e 2012)